# Ana Buenaventura Barrial
Ana Buenaventura Barrial també coneguda com Ana Seguí (* 1942 a Madrid; † 2023) va ser una pintora conceptual i artista dels nous mitjans espanyola. A partir dels anys 60, juntament amb la seva parella, l'arquitecte Francisco Javier Seguí de la Riva (1940–2021), va realitzar investigacions visuals mitjançant la impressió i la pintura de formes generades per ordinador.

## Vida
Ana Seguí va estudiar a la Universitat Complutense de Madrid. Entre 1970 i 1973 va participar en el seminari “Generación automática de formas plásticas” al Centre d'Informàtica de la Universitat Complutense de Madrid.

## Exposicions (selecció)
- 1968, “The Spanish experimental scene [El panorama experimental espanyol]” Universitat Complutense de Madrid[3][2]
- 1971, “The Computer Assisted Art”, Palacio de Congresos y Exposiciones, Madrid
- 1971, “Formas computadas”, Ateneo, Madrid
- 1972, "computer art. conditional growing",[4] Tendencies 5 Section: Computer Visual Research a Zagreb